# CS Андромеды
CS Андромеды (лат. CS Andromedae) — одиночная переменная звезда в созвездии Андромеды на расстоянии (вычисленном из значения параллакса) приблизительно 4188 световых лет (около 1284 парсеков) от Солнца. Видимая звёздная величина звезды — от +13,4m до +12,1m.

## Характеристики
CS Андромеды — красная пульсирующая полуправильная переменная звезда (SR) спектрального класса M6,5. Эффективная температура — около 3288 K.